# Chacoma Irpa Grande
Chacoma Irpa Grande ist eine Ortschaft im Departamento La Paz im südamerikanischen Andenstaat Bolivien.

## Lage
Chacoma Irpa Grande ist der zentrale Ort des Cantóns Chacoma Irpa Grande im Municipio Viacha in der Provinz Ingavi. Die Ortschaft liegt auf einer Höhe von 3891 m auf dem bolivianischen Altiplano, 65 Kilometer südöstlich des Titicacasees.

## Geographie
Chacoma Irpa Grande liegt auf der bolivianischen Hochebene zwischen den Anden-Gebirgsketten der Cordillera Occidental im Westen und der Cordillera Central im Osten. Das Klima der Region ist ein typisches Tageszeitenklima, bei dem die Durchschnittstemperaturen im Tagesverlauf stärker schwanken als im Jahresverlauf.
Die mittlere Jahrestemperatur der Region Viacha liegt bei knapp 9 °C, der Jahresniederschlag beträgt etwa 600 mm (siehe Klimadiagramm Viacha). Die Monatsdurchschnittstemperaturen schwanken nur unwesentlich zwischen 6 °C im Juli und 10 °C von November bis Februar. Die Monate Mai bis August sind arid mit Monatsniederschlägen von weniger als 15 mm, in den Südsommer-Monaten Januar und Februar werden Monatsniederschläge von mehr als 100 mm gemessen.

## Verkehrsnetz
Chacoma Irpa Grande liegt in einer Entfernung von 56 Straßenkilometern südwestlich von La Paz, der Hauptstadt des gleichnamigen Departamentos.
Von La Paz führt die Nationalstraße Ruta 19 in südwestlicher Richtung 35 Kilometer bis Viacha und von dort weiter bis Charaña an der peruanischen Grenze. Knapp zwei Kilometer südwestlich der „Plaza Mariscal José Ballivián“ im Zentrum von Viacha zweigt von der Ruta 19 eine Landstraße in südlicher Richtung ab und erreicht Chacoma Irpa Grande nach weiteren 19 Kilometern.

## Bevölkerung
Die Einwohnerzahl der Ortschaft ist in dem Jahrzehnt zwischen den beiden letzten Volkszählungen auf mehr als das Doppelte angestiegen:
| Jahr | Einwohner         | Quelle       |
| ---- | ----------------- | ------------ |
| 1992 | keine Detaildaten | Volkszählung |
| 2001 | 160               | Volkszählung |
| 2012 | 438               | Volkszählung |
| 2024 |                   | Volkszählung |